# Menuet antique (Ravel)
El Menuet antique (Minuet antic) és una obra per a piano del compositor francès Maurice Ravel, escrita el 1895 i orquestrada pel mateix músic, el 1929. Va ser composta en homenatge a Emmanuel Chabrier que havia acollit amb benevolència les seves primeres obres.
L'estrena de la versió per a piano va tenir lloc el 18 d'abril de 1898 i va ser interpretada per Ricard Viñes, gran amic del músic i a qui havia dedicat aquesta composició, com ho faria també en altres obres. L'estrena de la versió orquestral va tenir lloc l'11 de gener de 1930.
S'observa que Ravel reprengué la forma minuet en altres obres més tardanes, com en el moviment central de la seva Sonatina i en el cinquè moviment del Le Tombeau de Couperin.